# Отчуждение (право)
Отчуждение имущества (имущественных прав) — передача вещей в собственность другого лица, а равно передача права собственности или любого имущественного права (включая права, выраженные ценными бумагами) его обладателем другому лицу.
От отчуждения следует отличать:
1. отказ от права;
2. Предоставление вещей в пользование, а равно предоставление права пользования вещами, объектами интеллектуальной собственности на время (и иные случаи, когда по воле обладателя права другому лицу передаётся лишь часть правовых и / или фактических возможностей использования того или иного объекта и лишь на время);
3. предоставление будущих возможностей к отчуждению (принятие обязательств по предварительному договору об отчуждении имущества или прав).

Отчуждаться могут только вещи (включая деньги) и права (включая удостоверенные ценными бумагами, а также имущественные комплексы), отчуждение услуг (работ) и объектов интеллектуальной собственности невозможно (функциональным аналогом является оборот прав на них), а внеэкономические отношения изначально не предполагают отчуждения.
Отчуждение — один из способов распоряжения исключительным правом (наряду с лицензионными договорами и договорами о залоге) при котором данное право предоставляется в полном объеме; отчуждение права должно быть либо зарегистрировано («переход исключительного права без договора также подлежат государственной регистрации»), либо в письменной форме выраженно в договоре об отчуждении (исключительного) права с последующей его регистрацией. При предоставлении права правообладатель не теряет этого права. Если в договоре право предоставляется не в полном объёме (часть предоставляется на определённых условиях или не предоставляется вовсе), то договор считается лицензионным.